# Conrad Hall
Conrad Lafcadio Hall (21 de junho de 1926 – 4 de janeiro de 2003) foi um diretor de fotografia estadunidense. Ele é mais conhecido por fotografar filmes como Cool Hand Luke (1967), Butch Cassidy and the Sundance Kid (1969), American Beauty (1999) e Road to Perdition (2002). Por seu trabalho, ele ganhou inúmeros prêmios, incluindo três Oscars.
Em 2003, Hall foi eleito um dos dez mais influentes cinematógrafos em uma pesquisa realizada com os membros do Sindicato Internacional de Cinematógrafos.

## Vida e carreira
Hall nasceu em Papeete, Polinésia Francesa, em 1926. Ele estudou na Universidade do Sul da Califórnia, querendo estudar jornalismo, porém indo estudar cinema, se formando em 1949. Ele trabalhou em documentários, televisão e pequenos filmes, e como operador de câmera antes de se tornar um diretor de fotografia para os grandes estúdios na metade da década de 1960.
Hall venceu três vezes o Oscar de Melhor Fotografia pelos filmes Butch Cassidy and the Sundance Kid, American Beauty e Road to Perdition, o último postumamemnte. O espaço de 33 anos entre seu primeiro e último prêmio é um recorde da categoria.
Além disso, Hall foi indicado em Morituri (1965), The Professionals (1966), In Cold Blood (1967), The Day of the Locust (1975), Tequila Sunrise (1988), Searching for Bobby Fischer (1993) e A Civil Action (1998).

## Morte
Hall morreu em 4 de janeiro de 2003 de complicações de seu câncer de bexiga no Hospital de Santa Monica. Seu Oscar por Road to Perdition, que foi dedicado a ele, foi póstumo e entregue a seu filho, o também diretor de fotografia, Conrad W. Hall.
Hall foi, e até hoje é, referido por seus amigos e familiares como "Connie".

## Filmografia
- Incubus (1965)
- Morituri (1965)
- Harper (1966)
- The Professionals (1966)
- Divorce American Style (1967)
- Cool Hand Luke (1967)
- In Cold Blood (1967)
- Hell in the Pacific (1968)
- Butch Cassidy and the Sundance Kid (1969)
- Tell Them Willie Boy Is Here (1969)
- Trilogy (1969)
- The Happy Ending (1969)
- Fat City (1972)
- Electra Glide in Blue (1973)
- Catch My Soul (1974)
- The Day of the Locust (1975)
- Smile (1975)
- Marathon Man (1976)
- It Happened One Christmas (1977)
- Black Widow (1987)
- Tequila Sunrise (1988)
- Class Action (1991)
- Jennifer Eight (1992)
- Searching for Bobby Fischer (1993)
- Love Affair (1994)
- Without Limits (1998)
- A Civil Action (1998)
- American Beauty (1999)
- Road to Perdition (2002)